# Tłuszczak
Tłuszczak (łac. lipoma) – łagodny nowotwór zbudowany z tkanki tłuszczowej. 

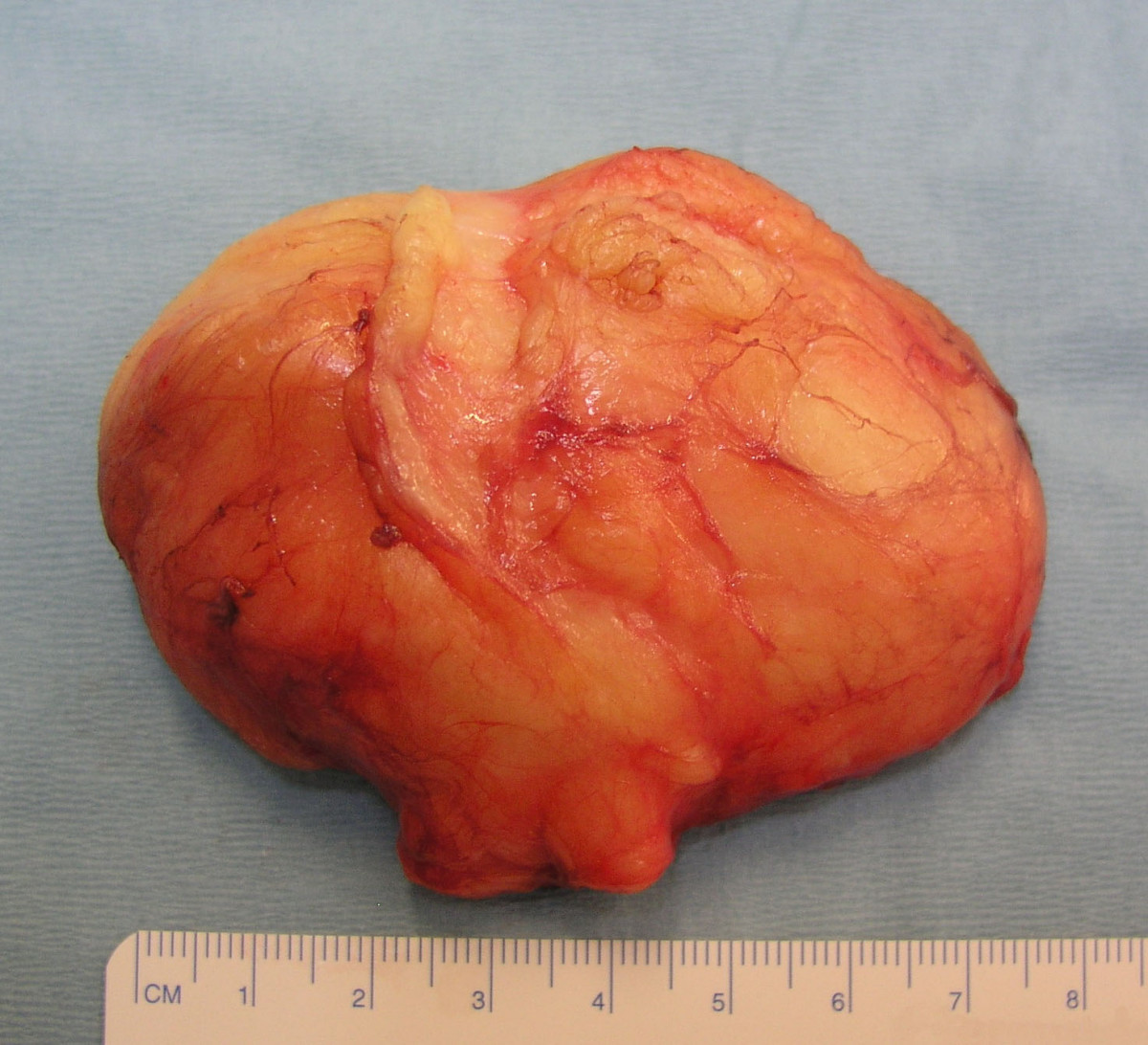
Tłuszczak, preparat po usunięciu zmiany

Tłuszczaki są miękkie w dotyku, czasami przesuwalne i ogólnie bezbolesne. Rosną bardzo wolno. Większość tłuszczaków jest mała, ale mogą wzrosnąć do rozmiarów ponad 6 cm. 
Tłuszczaki występują najczęściej u osób w wieku 40 do 60 lat, ale mogą wystąpić również u dzieci. Tłuszczaki występują u 1% populacji.

## Leczenie
Zwykle leczenie tłuszczaka nie jest konieczne, chyba że guz powoduje ból lub ogranicza ruchy. Tłuszczaki usuwa się również z powodów kosmetycznych.

## Klasyfikacja ICD10
| kod ICD10     | nazwa choroby                                                            |
| ------------- | ------------------------------------------------------------------------ |
| ICD-10: D17   | Nowotwory niezłośliwe z tkanki tłuszczowej                               |
| ICD-10: D17.0 | Tłuszczak skóry i tkanki podskórnej głowy, twarzy i szyi                 |
| ICD-10: D17.1 | Tłuszczak skóry i tkanki podskórnej tułowia                              |
| ICD-10: D17.2 | Tłuszczak skóry i tkanki podskórnej kończyn                              |
| ICD-10: D17.3 | Tłuszczak skóry i tkanki podskórnej innych i nieokreślonych umiejscowień |
| ICD-10: D17.4 | Tłuszczak narządów klatki piersiowej                                     |
| ICD-10: D17.5 | Tłuszczak narządów jamy brzusznej                                        |
| ICD-10: D17.6 | Tłuszczak powrózka nasiennego                                            |
| ICD-10: D17.7 | Tłuszczak innych umiejscowień                                            |
| ICD-10: D17.9 | Tłuszczak, nieokreślony                                                  |